# Il ritorno del Maggiolino tutto matto
Il ritorno del Maggiolino tutto matto è un film per la televisione della Walt Disney uscito nel 1997 per la regia di Peyton Reed, trasmesso occasionalmente in Italia dalla Rai fino alla metà degli anni 2000.
Il film fa parte della serie Disney di grande successo con protagonista Herbie, il Maggiolino Volkswagen con una mente propria. È un remake del primo film del 1968, e fa da sequel al precedente capitolo della serie, Herbie sbarca in Messico del 1980, mentre non pare esserci continuità con la serie TV degli anni '80.

## Trama
(Jim Douglas)
Dopo anni di successi, Herbie viene acquistato dall'arrogante pilota Simon Moore III. Il Maggiolino non collabora e, visti i risultati deludenti, viene portato in uno sfasciacarrozze. Qui viene trovato e rimesso in sesto dall'ex pilota e meccanico Hank Cooper. Con l'aiuto di Hank, Herbie torna al successo, e aiuta il suo nuovo proprietario a conquistare la bella Alex, suscitando le invidie di Moore. Questi rintraccia il Dr. Stumpfel, un vecchio scienziato tedesco che anni prima aveva costruito Herbie, e lo costringe a realizzare Horace, un altro Maggiolino animato, ma nero e malvagio. Horace distrugge Herbie, che viene però ricostruito da Hank e dai suoi amici (con l'aiuto anche del vecchio proprietario, Jim Douglas). Alla fine, la sopravvivenza dei due Maggiolini si deciderà in una gara all'ultimo sangue.

## Distribuzione

### Home video
In Europa non esiste una versione Home video di questo film, mentre per il Canada e gli USA fu rilasciata una VHS negli anni '90.

## Curiosità
- In questo film, Herbie ha alcune differenze rispetto alle precedenti apparizioni: il tettuccio in tela è bianco, anziché grigio, il numero 53 sul cofano anteriore si trova in una posizione diversa e la striscia blu è di colore chiaro, come nel primo film.
- Sono presenti molti riferimenti al film originale, tra cui la scena in cui Herbie si spacca in due; all'inizio, inoltre, sono presenti delle scene tratte da esso.
- Nel film si dice che Herbie deriva dal progetto di una "auto del popolo", messo a punto dallo scienziato tedesco Gustav Stumpfel prima della seconda guerra mondiale; nella realtà, il Maggiolino fu progettato da Ferdinand Porsche per conto di Hitler, che voleva realizzare un'auto popolare (in tedesco, 'Volkswagen').